# Carsten Lepper

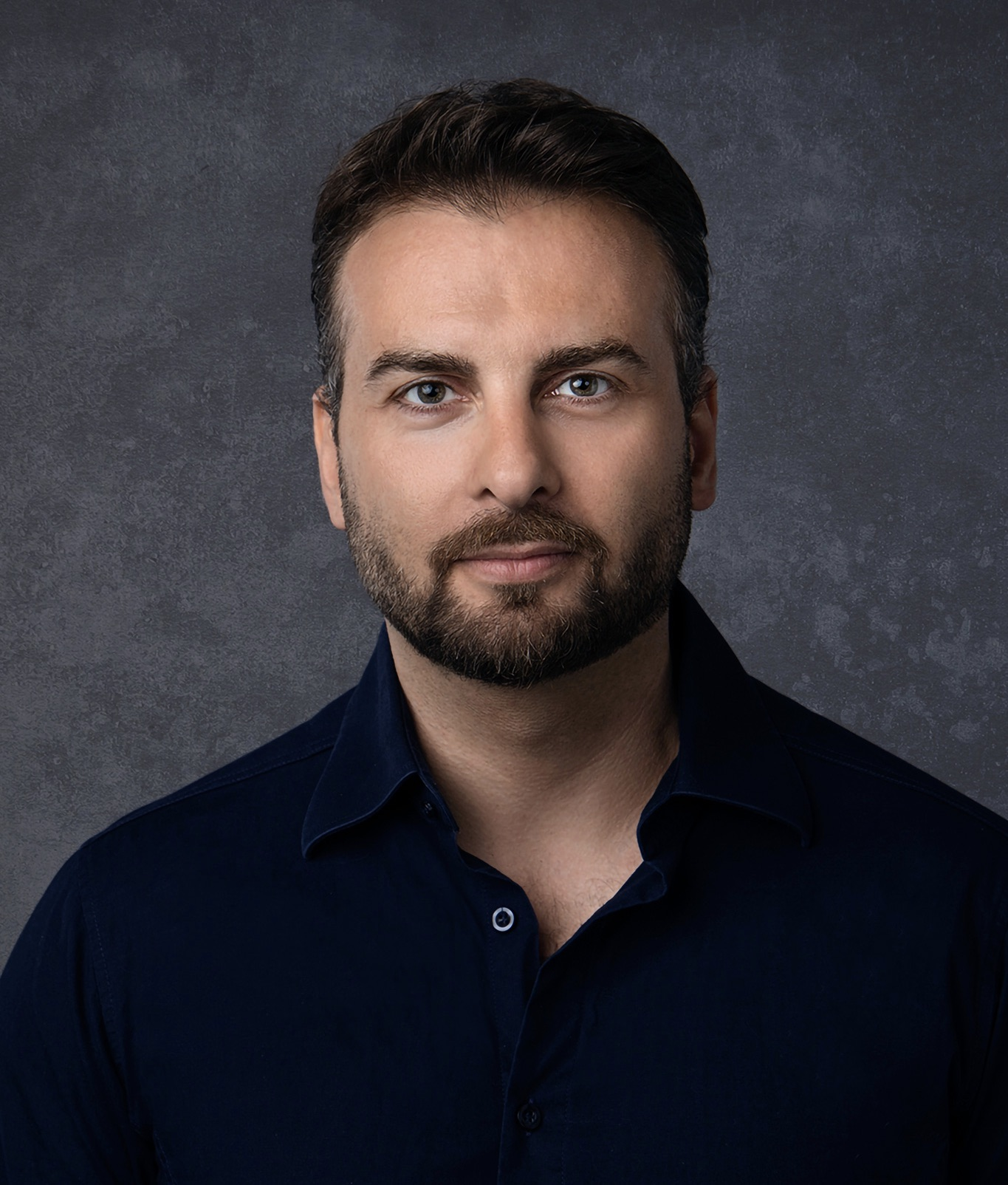
Carsten Lepper (2022)

Carsten Lepper (* 29. Oktober 1975 in Reken, Westfalen) ist ein deutscher Sänger und Schauspieler, Kulturmanager, Produzent und Regisseur im Bereich Musical.

## Leben
Carsten Lepper absolvierte eine Ausbildung zum Diplomschauspieler an der Hochschule des Saarlandes für Musik und Theater in Saarbrücken. Seine Musicalausbildung machte er in der Stella Academy in Hamburg. Er war am Saarländischen Staatstheater in Saarbrücken in Sigmunds Freude, Doktor Faustus Lichterloh und Eine Nacht im September, sowie an der Freilichtbühne Coesfeld als Tony in der West Side Story engagiert. Der Durchbruch gelang ihm in der Rolle des Luigi Lucheni in der deutschen Erstaufführung von Elisabeth in Essen. Dafür erhielt er den Kritikpreis als bester Darsteller.
Es folgten Engagements am Theater Neue Flora in Hamburg mit dem Stück Titanic als Thomas Andrews, sowie am Palladium-Theater Stuttgart in Das Phantom der Oper als Raoul und am Stadttheater Pforzheim in Hair als Claude Hooper Bukowski. Parallel spielte er nochmals den Luigi Lucheni am Apollo-Theater Stuttgart im Musical Elisabeth. Am Wiener Raimundtheater spielte er die Rolle des Jack Favell in der viel beachteten Welturaufführung des Musicals Rebecca.
Bei der deutschsprachigen Uraufführung von Der Graf von Monte Christo in St. Gallen gab er den Fernand Mondego. Für die Rolle des Chris in Miss Saigon in der österreichischen Erstaufführung am Stadttheater Klagenfurt wurde er von der Musicalzeitschrift Musicals als einer der besten Darsteller des Jahres 2010/11 gekürt.
Als Solosänger gastierte er mit dem Programm Aspects of Andrew Lloyd Webber in verschiedenen Städten.
Bei der Freilicht-Erstaufführung von Der Graf von Monte Christo bei den Tecklenburger Festspielen war er neben seiner Rolle als Mondego auch als Co-Regisseur tätig. In der Spielzeit 2013/14 war er als Judas in dem Musical Jesus Christ Superstar am Theater Hagen engagiert. Im Sommer 2014 spielte er bei den Schlossfestspielen Ettlingen den Baron von Gaigern im selten gespielten Musical Grand Hotel. Anschließend war er Teil der Cast als Lord Farquaad in der deutschsprachigen Erstaufführung von Shrek-das Musical am Capitol Theater Düsseldorf. In der Spielzeit 2014/15 und 2015/16 war er als Tony in der vielbeachteten neuen Aufführung der West Side Story an der Oper Leipzig zu sehen. Ebenfalls wurde er dort als Solist der Silvestergala vom Gewandhausorchester Leipzig unter der Leitung des Generalmusikdirektors Ulf Schirmer begleitet. Am Theater Klagenfurt spielte er ab März 2016 den Choreographen Zach in der Original-Broadway-Inszenierung von A Chorus Line. Parallel dazu wurde er Künstlerischer Direktor bei der Deutschen Musical Company, Köln. Dort war er für den reibungslosen Ablauf der bestehenden und kommenden Produktionen mit Personalverantwortung zuständig. Von April bis August 2017 war Carsten Lepper dazu als „Sy Spector“ im Musical Bodyguard zu sehen. Als Valentine in Lazarus (Musical von David Bowie), als Vater im Musical Ragtime und als Charles Ephrussi in Der Hase mit den Bernsteinaugen war er am Landestheater Linz zu sehen.
Lepper inszenierte Tell me on a sunday von Andrew Lloyd Webber und The last 5 years von Jason Robert Brown in Wien.
Zudem synchronisierte er den Raoul, gespielt von Patrick Wilson, im Kinofilm Das Phantom der Oper. Weitere Synchronrollen waren der musikalische Schurke Music Meister in der Zeichentrickserie Batman: The Brave And The Bold sowie Sir Henry in Disneys Es war einmal… die Prinzessin auf der Erbse.
Zuletzt produzierte Carsten Lepper unter seinem neuen Label The Musical Showroom die österreichische Erstaufführung von Andrew Lloyd Webbers Aspects of Love. Hier zeichnete er sich auch für die Inszenierung verantwortlich.
Parallel absolvierte er erfolgreich ein Studium als Vollstipendiat zum Master in Kulturmanagement (Executive Master in Arts Administration - EMAA) an der Universität Zürich.
Im Herbst 2022 gab Carsten Lepper sein Regie-Debüt in Deutschland in seiner Heimat am Theater Münster mit Andrew Lloyd Webbers Musical Aspects of Love.
Am 29. Juli 2025 wurde Carsten Lepper zum Intendant der Schlossfestspiele Ettlingen gewählt.

## Rollen (Auswahl)
- Wer mag schon Mozart wirklich? (Saarbrücken, als Dirigent (1997)
- West Side Story (Coesfeld, 1997) als Tony
- Sigmunds Freude (Staatstheater Saarbrücken, 1998)) als Bill
- Die letzte Nacht im September (Staatstheater Saarbrücken, 1998/99) als "Der Pianist"
- Aspects of Love (Bern) als Alex Dillingham (1999/2000)
- Elisabeth (Essen (2001) und Stuttgart (2005)) als Luigi Lucheni
- Titanic – Das Musical (Hamburg) als Thomas Andrews (2002/2003)
- Das Phantom der Oper (Stuttgart) als Raoul de Chagny (2003/2004)
- Rebecca (Wien) als Jack Favell (2006/2007)
- Der Graf von Monte Christo (St. Gallen) als Fernand Mondego (2009/2010)
- West Side Story (Musical) als Tony – Opernhaus Magdeburg (2010)
- Miss Saigon (Musical) – als Chris – Stadttheater Klagenfurt, ÖEA (2011)
- West Side Story (Musical) – als Tony – Theater Trier (2011/2012)
- Der Graf von Monte Christo (Musical) – als Fernand Mondego – Musikalische Komödie Leipzig (2012)
- Aspects of Andrew Lloyd Webber – Solosänger (2012)
- Der Graf von Monte Christo – Tecklenburger Festspiele – Co-Regie und in der Rolle des Mondego (2013)
- Jesus Christ Superstar – Judas – Theater Hagen (2013/14)
- Grand Hotel – Baron von Gaigern – Schlossfestspiele Ettlingen (2014)
- Shrek – Das Musical – Lord Farquaard – Capitol Theater Düsseldorf 2014, Admiralspalast Berlin (2015)
- West Side Story – Tony – Oper Leipzig (2015/2016)
- „Silvestergala“ – Solist – Oper Leipzig, Gewandhausorchester Leipzig, musik. Leitung Ulf Schirmer
- A Chorus Line - Zach – Stadttheater Klagenfurt 2016 / Regie: Baayork Lee
- Bodyguard-Das Musical – Sy Spector – Musical Dome Köln (2017)
- Lazarus – Ein Musical von David Bowie – Valentine – Musiktheater Linz Linz (2018)
- Elegies - Nick - Admiralspalast Berlin (2018), Deutschsprachige EA
- Ragtime – Ein Musical – Vater – Musiktheater Linz Linz (2019)
- Der Hase mit den Bernsteinaugen – Musical – Charles Ephrussi – Musiktheater Linz (2019)
- Titanic – Das Musical - als Thomas Andrews - Musiktheater Linz (2022)
- Moulin Rouge! -als Duke (2023–24)

## Regie
- Der Graf von Monte Christo – Co-Regie – Freilichtspiele Tecklenburg
- Bleib noch bis zum Sonntag – Regie – Theatercouch Wien
- The Last Five Years – Regie – Theatercouch Wien
- Aspects of Love ÖEA – Regie/Produktion – The Musical Showroom
- Elegies - Regie/Produktion - Musik und Kunst Privatuniversität Wien
- Aspects of Love - Regie - Theater Münster

## Filme
- Die Rättin (TV-Film)
- Once Upon a Mattress (Synchronisation von Sir Harry)
- Das Phantom der Oper (2004) (Synchronisation von Raoul)
- Batman (Synchronisation: Music Meister)
- Die Reise ohne Rückkehr (BGS-Beamter) 2007

## Diskographie
- Elisabeth – Original German Cast – Essen (2001)
- Titanic – Original Hamburg Cast (2002)
- Elisabeth – Original Wien Concert Cast (2002)
- Romeo & Julia – European Tour Cast (2004)
- Das Phantom der Oper – Original Filmsoundtrack (2004)
- Das Phantom der Oper – DVD Original Movie (2004) – Synchronisation Raoul
- Elisabeth – Original Stuttgart Cast (2005)
- Rebecca-LIVE-Gesamtaufnahme-Original Cast Wien (2006)
- Rebecca-Studio Cast Wien (2006)
- Der Graf von Monte Christo-Original Schweiz Cast (2010)